# Към себе си
„Към себе си“ (на гръцки: Τὰ εἰς ἑαυτόν) е сборник с философски записки на римския император Марк Аврелий, написан на койне около 170 г. Сборникът съдържа 12 книги и представлява рядък случай на лично слово, достигнало до нас от класическата древност. В науката не е категорично определено дали „Към себе си“ е подготовка за несъстояли се публични лекции по въпросите на стоическата етика, или дневникови наставления за смисъла на човешкото съществуване. Преобладават вижданията, че императорът не е предназначил философско-моралните си дневникови записки за публикуване.
Марк Аврелий цитира в записките си много писатели и философи, но най-дълбока е почитта му към стоическия философ Епиктет, чиито „Беседи“ са и непосредственият образец на „Към себе си“.